# 미라맥스
미라맥스, LLC(Miramax, LLC)는 1979년에 설립한, 저예산으로 제작된 독립 & 단편영화를 수입 & 배급 하는 미국의 영화 제작사, 영화 배급사이다.

## 역사
경영 초기엔 독립회사였으나, 1993년 월트 디즈니 컴퍼니 영화 사업 부문에 인수 된다. 미라맥스의 자회사인 디멘션 필름스도 함께 인수했다.
2005년 설립자인 와인스타인 형제는 월트 디즈니 경영진과의 마찰 때문에 와인스타인 컴퍼니를 따로 설립하게 되지만. 디멘션 필름스는 와인스타인 컴퍼니가 지분을 모두 가져가서, 월트 디즈니의 곁을 떠났다. 2010년 미국 금융 위기에 따른 수익성 악화로 필름야드 홀딩스에 매각되었다.
2016년 7월, 미라맥스는 beIN Media Group에 매각되었다.